# رفع (ارتفاع)
الرفع  هو ظاهرة من ظواهر الأرصاد الجوية المستخدمة كمصدر للطاقة من خلال ارتفاع الطائرات الشراعية والطيور المرتفعة. التطبيق البشري الأكثر شيوعا في عملية الرفع هو الرياضة والترفيه. الرياضات الهوائية الثلاثة التي تستخدم الارتفاعات هي: الطيران الشراعي، الطيران الشراعي المعلق والطيران المظلي.
يمكن الحصول على الطاقة باستخدام الهواء من أربعة مصادر:
- الأعمدة الدافئة، حيث يرتفع الهواء بسبب الحرارة،
- رفع الأوج، حيث يضطر الهواء إلى الصعود لأعلى منحدر،
- رفع الموج، حيث ينتج الجبل موجة دائمة،
- التقارب، حيث يجتمع كتلتين من كتل الهواء.

في ديناميكية الارتفاع، من الممكن الحصول على الطاقة، على الرغم من أن هذا يستخدم الاختلافات في سرعة الرياح بدلا من ارتفاع الهواء.

## الأعمدة الدافئة

مثال على عمود حراري بين الأرض وركام.

الأعمدة الدافئة هي أعمدة الهواء المتزايد التي يتم تشكيلها على الأرض من خلال الاحترار من سطح ضوء الشمس. إذا كان الهواء يحتوي على ما يكفي من الرطوبة، سوف يتكثف الماء من ارتفاع الهواء ويشكل سحب ركامية.
غالبا ما تستخدم الأعمدة الحرارية من قبل الطيور، مثل الطيور الجارحة والنسور واللقالق. على الرغم من أن العمود الحراري كان معروفا للأخوان رايت في عام 1901، لم يستغله الإنسان حتى عام 1921 من قبل ويليام ليوش في واسركوب في ألمانيا. حتى الآن استخدام الأعمدة الحرارية في التزايد في الطائرات الشراعية أصبح شائعا.
حين يصتدم العمود الحراري، يطير الطائرين في دوائر للحفاظ على العمود الحراري، تعتمد معدلات التسلق على الظروف، ولكن معدلات عدة أمتار في الثانية أمر شائع.
عندما يكون الهواء لديه رطوبة قليلة أو عندما يوقف انقلاب حراري الدفء من ارتفاع عالي بما فيه الكفاية للرطوبة للتكثيف، والأعمدة لا تخلق السحب الركامية. يوجد مواقع نموذجية للعثور على أعمدة حرارية فوق المدن، الحقول المحراثة الطازجة والطرق الأسفلتية، ولكن الأعمدة الحرارية غالبا ما يصعب ربطها مع أي ميزة على الأرض. في بعض الأحیان تكون الأعمدة ناتجة عن غازات العادم من محطات الطاقة أو الحرائق.

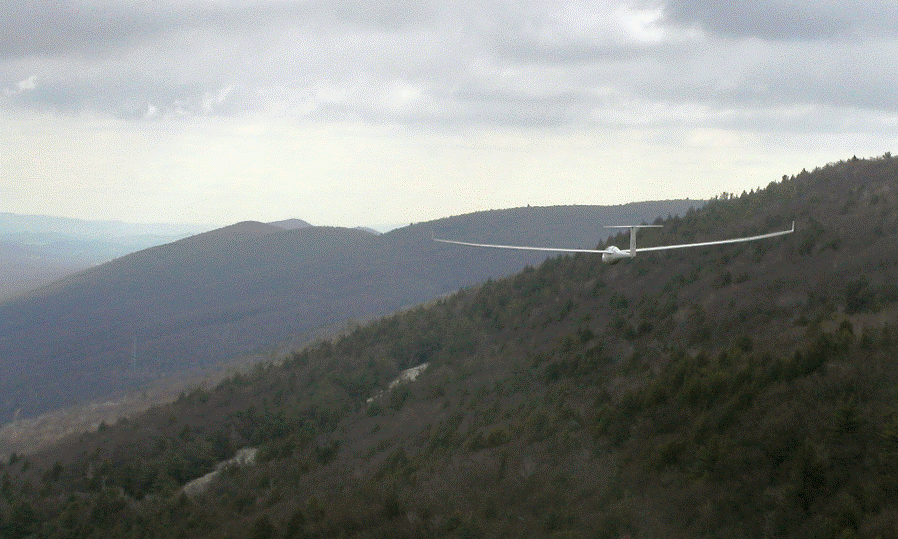
جبل مرتفع في لوك هافين، بنسلفانيا، الولايات المتحدة.

## رفع الأوج
ترجع الغيوم البيرقية إلى ارتفاع الهواء على جانب منحدر من الرياح. ويستخدم على نطاق واسع من قبل الطيور البحرية والطائرات الشراعية. في الأماكن التي تهب فيها الرياح الثابتة، قد تسمح التلال بوقت غير محدود تقريبا.
مع الرياح من 20 إلى 25 ميل بحري (46 كم / ساعة)، فمن الممكن للطائرات الشراعية أن ترتفع على ارتفاع يصل إلى ضعف ارتفاع الحاجز. ويمكن أيضا زيادة رفع الأوج بالحرارة عندما تواجه المنحدرات أيضا الشمس.

## رفع الموج

سحابة عدسية تنتجها موجة جبلية.

تحدث موجات لي عندما تهب الرياح بـ 25 ميل بحري (46 كم / س) فوق الجبل. شريطة أن يكون هناك زيادة مطردة في قوة الرياح مع الارتفاع دون تغيير كبير في الاتجاه، قد تُنشَأ موجات دائمة. حيث تم اكتشافها من قبل طيار شراعي، وولف هيرث، في عام 1933. هذه الموجات تصل إلى ارتفاعات أكبر بكثير من الحاجز الأصلي وهكذا يمكن أن تسمح الطائرات الشراعية لتسلق إلى طبقة الستراتوسفير. يستخدم الطيارون الأوكسجين التكميلي لتجنب نقص التأكسج لأن الطائرات الشراعية لا تملك قمرة قيادة مضغوطة. وكثيرا ما يكون هذا الرفع ملحوظا طويلا، سحاب عدسي (على شكل عدسة) وغيوم الكذب عمودي على الريح. واستخدمت موجة جبلية لتسجيل الرقم القياسي لأعلى ارتفاع بواسطة طائرة شراعية عندما قام ستيف فوسيت وإينار إنفولدسون، الذين يرتديان بدلات ضغط، بارتفاع 50 ألف و699 قدم (15 ألف و453 ميل) في 29 أغسطس 2006 على الكالافات، المسافة العالمية المسجلة حاليًا هي ألف وثمانية كيلومترات (ألف و869 ميلا قانونيا) من قبل كلاوس أوهلمان (في 21 كانون الثاني / يناير 2003) جوا باستخدام موجات جبلية في أمريكا الجنوبية.
عرفت ظاهرة الموجة النادرة باسم المجد الصباحي، سحاب قوسي إنتاج رفع قوي. الطيارين بالقرب من خليج كاربنتاريا في أستراليا للاستفادة منه في فصل الربيع.

مقطع عرضي تخطيطي خلال نسيم البحر، إذا كان الهواء الداخلي رطب، يكون الركام غالبا ما يمثل الجبهة.

قد لوحظت الطيور باستخدام رفع الموج لعبور المناطق الجبلية.

## مناطق التقارب
تعرف الحدود التي تجتمع فيها كتلتان جويتان بمناطق التقارب. ويمكن أن يحدث ذلك في نسائم البحر أو في المناطق الصحراوية. نسيم البحر (أو النسيم البري) هو الرياح التي تأتي من البحر التي تتطور على الأرض بالقرب من السواحل. في جبهة نسيم البحر، الهواء البارد من البحر يلتقي الهواء الأكثر دفئا من الأرض ويخلق حدود مثل الجبهة الباردة الضحلة على طول خط القص. وهذا يخلق نطاق ضيق من رفع الارتفاع مع الرياح والضوء كضوء 10 ميل (19 كم / س). هذا يسمح لكسب الارتفاع عن طريق تحلق على طول التقاطع كما لو كان تلال من الأرض. قد يحدث التقارب على مسافات كبيرة، وبالتالي قد تسمح رحلة مباشرة تقريبا أثناء التسلق.

## الارتفاع الديناميكي
يتم كسب الطاقة الديناميكية المرتفعة من خلال عبور الحدود بين كتل الهواء بسرعات أفقية مختلفة بشكل متكرر بدلا من ارتفاع الهواء. هذه المناطق عالية «تدرج الرياح» عادة ما تكون قريبة جدا من الأرض لاستخدامها بأمان من قبل الطائرات الشراعية، ولكن القطرس والطائرات الشراعية نموذجان لاستخدام هذه الظاهرة.

## أوهام الرفع
يمكن للطيار أن يخلق مؤشرا على رفع الأدوات غير المدفوعة عن طريق التسلق من خلال السحب على العصا (عصا الحرارية). هذا ليس رفع صحيح لأن الزيادة في الطاقة المحتملة للطائرة يتحقق من انخفاض سرعة الطيران بدلا من نتيجة الطيران في ارتفاع الهواء. وقد تم تجهيز الطائرات الشراعية مع الأدوات التي يتم تعويضها لمنع المؤشرات الحرارية.